# 230 Dywizja Piechoty (III Rzesza)
230 Dywizja Piechoty (niem. 230. Infanterie-Division) – niemiecka dywizja z czasów II wojny światowej, sformowana w Alcie na mocy rozkazu z 15 kwietnia 1942, poza fala mobilizacyjną w ?? Okręgu Wojskowym.

## Struktura organizacyjna
Struktura organizacyjna w marcu 1943 roku:
- 349 pułk grenadierów
- 859 pułk grenadierów fortecznych
- 930 oddział artylerii
- 930 batalion pionierów
- 930 kompania przeciwpancerna
- 930 kompania łączności

## Dowódcy dywizji
- Generalleutnant Otto Schönherr 15 IV 1942 – 10 X 1942;
- Generalleutnant Konrad Menkel 10 X 1942 – 10 I 1944;
- Generalleutnant Albrecht Baier 10 I 1944 – 20 II 1944;
- Generalleutnant Konrad Menkel 20 II 1944 – 1 X 1944;
- Generalmajor Bernhard Pampel umbenannt Pamberg 1 X 1944 – 8 V 1945;